# Лаха (Мазовецьке воєводство)
Лаха (пол. Łacha) — село в Польщі, у гміні Сероцьк Леґьоновського повіту Мазовецького воєводства.
Населення — 178 осіб (2011).
У 1975-1998 роках село належало до Варшавського воєводства.

## Демографія
Демографічна структура станом на 31 березня 2011 року:
|          | Загалом | Допрацездатний вік | Працездатний вік | Постпрацездатний вік |
| -------- | ------- | ------------------ | ---------------- | -------------------- |
| Чоловіки | 85      | 17                 | 60               | 8                    |
| Жінки    | 93      | 16                 | 61               | 16                   |
| Разом    | 178     | 33                 | 121              | 24                   |